# Paperino (Prato)
Paperino è una frazione del comune toscano di Prato, nell'omonima provincia, che fa parte della circoscrizione sud del comune.

## Storia

### Origine del nome
Il nome deriva probabilmente da papyrus ‘papiro’, ‘giunco’. Fantasiosa l'ipotesi che la fa derivare da Paperium, legionario romano, fondatore di una delle 45 ville circostanti il territorio pratese. Un’altra teoria celeberrima, ma falsa, è che il nome derivi da Paperino, noto personaggio Disney: in realtà tale toponomastico è ricordato a partire dal XII secolo.

### Dati generali
Il quartiere (nei registri parrocchiali nel 1850 si contano circa 400 rimasti) ha subito negli anni la trasformazione da campagna operosa e ben coltivata (caratterizzata dai numerosi piccoli corsi d'acqua, le cosiddette gore), ad area suburbana resa più popolosa dall'immigrazione dal meridione italiano e dal veneto negli anni sessanta e settanta, con il passaggio contemporaneo ad una economia basata sul piccolo artigianato tessile, a conduzione prevalentemente familiare, che ben si integrava con l'avanzata industria tessile pratese.
Nell'ultimo decennio del XX secolo ha subito un ulteriore notevole incremento demografico, favorito soprattutto dal costo contenuto delle abitazioni rispetto ad altre zone di Prato.

## Geografia
Paperino sorge a sud di Prato, non distante dall'Autostrada A11 "Firenze-Mare". Le altre frazioni pratesi più vicine sono San Giorgio a Colonica, Fontanelle e Le Badie.

## Monumenti e luoghi d'interesse
Di interesse storico la chiesa di San Martino, duecentesca.

## Cultura
La località guadagnò notorietà negli anni ottanta del XX secolo grazie al film Ad ovest di Paperino con Benvenuti Alessandro, Athina Cenci e Francesco Nuti, nonostante nessuna scena del film fosse girata nella zona.

### Eventi
Il carnevale, che coinvolge tutto l'abitato con sfilate di carri e di gruppi mascherati lungo le vie principali della località, è certamente la manifestazione più rilevante. La prima edizione di questo evento risale al 20 febbraio 1977 con lo scopo di rievocare le antiche tradizioni contadine.

## Sport
La squadre locale è l'A.S.D. Paperino San Giorgio, fondata nel  2014 e conosciuta anche come PSG. Milita in Terza Categoria.